# NileRed
NileRed（1991年9月7日 - ）はカナダのYouTuber。本名はナイジェル・ブラウン（Nigel Broun）。主に化学実験の動画を投稿している。
| スタブアイコン | サブスタブ | この項目は、まだ閲覧者の調べものの参照としては役立たない、人物に関連した書きかけの項目です。この項目を加筆・訂正などしてくださる協力者を求めています（P:人物伝/PJ:人物伝）。 |